# أنجيلا باول
أنجيلا باول (بالإنجليزية: Angela Paul)‏ هي متسابقة على الجليد بمزلاجة نيوزيلندية، ولدت في 27 مارس 1975 في هاميلتون في نيوزيلندا.

## وصلات خارجية
- أنجيلا باول على موقع أوليمبيديا (الإنجليزية)